# TRL Award come MTV History
Il TRL Award come MTV History (fino al 2011 noto come TRL History) è uno dei premi dei TRL Awards, che viene assegnato dalla seconda edizione dell'evento del 2007, in cui viene premiato dalla redazione dell'evento l'artista che ha rappresentato maggiormente la storica trasmissione Total Request Live nei suoi 10 anni di vita. A seguito della cancellazione dello show in versione pomeridiana, dalla settima edizione del 2012 viene sostituito dal nuovo MTV History. In tutte le edizioni dell'evento, il premio è stato sempre ritirato dal vincitore stesso, in diretta, sul palco della trasmissione.

## Anni 2000
| Anno | Vincitore        |
| ---- | ---------------- |
| 2007 | Nek              |
| 2008 | Max Pezzali      |
| 2009 | Cesare Cremonini |

## Anni 2010
| Anno | Vincitore     |
| ---- | ------------- |
| 2010 | J-Ax          |
| 2011 | Zero Assoluto |
| 2012 | Subsonica     |
| 2014 | Giorgia       |